# Chōsokabe Morichika
Chōsokabe Morichika (長宗我部 盛親?; 11 maggio 1575 – 1615) è stato un samurai e daimyō giapponese.

## Biografia
Morichika fu il quarto figlio di Chōsokabe Motochika. 
Nominato erede e capo del clan Chōsokabe in seguito alla morte del fratello Nobuchika nel 1587,  divenne da subito un alleato di Toyotomi Hideyoshi partecipando all'assedio di Odawara (1590) e alla prima campagna coreana (1592-93). Dopo la morte di Hideyoshi si schierò con Ishida Mitsunari e durante la campagna di Sekigahara del 1600 guidò 6.600 uomini che ebbero tuttavia un ruolo marginale nella battaglia. Dopo la sconfitta fu privato del suo feudo nonostante avesse inviato scuse a Tokugawa Ieyasu. Quello stesso anno ordinò l'esecuzione del suo fratello maggiore Tsuno Chikatada, il quale aveva messo in dubbio il suo diritto di essere l'erede del clan. Dopo aver perso la provincia di Tosa, Morichika visse a Kyoto fino al 1614, momento in cui si unì ai difensori del castello di Osaka, arrivando lì lo stesso giorno di Sanada Yukimura. Durante l'assedio di Osaka il contingente Chōsokabe combatté con valore nelle campagne invernali ed estive. Dopo la caduta di Osaka Morichika tentò la fuga ad Hachiman-yama, ma fu catturato e successivamente condannato a morte a Kyoto assieme ad alcuni suoi figli (Moritaka, Morinobu e Moriyasu).